# Rothschildia chiris
Rothschildia chiris är en fjärilsart som beskrevs av Rothschild 1908. Rothschildia chiris ingår i släktet Rothschildia och familjen påfågelsspinnare. Inga underarter finns listade.